# Galactia monophylla
Galactia monophylla är en ärtväxtart som beskrevs av August Heinrich Rudolf Grisebach. Galactia monophylla ingår i släktet Galactia och familjen ärtväxter. Inga underarter finns listade i Catalogue of Life.